# Eärnur
Eärnur is een personage in J.R.R. Tolkiens fictieve wereld Midden-aarde.
Hij werd geboren in het jaar 1928 van de Derde Era. Eärnur was sterk en moedig, de beste zwaardvechter in Gondor, maar niet zo wijs als zijn vader, Eärnil II die hij 2043 opvolgde als de 33ste koning van Gondor.
In 1975 leidde Eärnur een vloot naar de Dúnedain in Arnor. Zijn troepen marcheerden naar Fornost, dat was ingenomen door de Tovenaar-koning van Angmar. Samen met de Elfen uit Lindon versloeg Eärnur de Tovenaar-koning van Angmar en verjoeg hem uit Fornost. Eärnur ging samen met de Elf Glorfindel achter de Tovenaar-koning maar deze wist in een confrontatie uiteindelijk te ontsnappen. Eärnur was kwaad en wilde wraak. 
Hij ging terug naar Gondor en de Tovenaar-koning ging naar Mordor, waar hij in het jaar 2000 de andere acht Nazgûl verzamelde en de stad Minas Ithil aanviel. In het jaar 2002 veroverde hij het en werd het omgedoopt tot Minas Morgul. 
Eärnur werd koning van Gondor in het jaar 2043. De Tovenaar-koning van Angmar daagde hem uit tot een gevecht, maar de stadhouder van Gondor overtuigde Eärnur om niet te gaan. In 2050 daagde de Tovenaar-koning hem opnieuw uit. Deze keer ging Eärnur wel akkoord. Hij reed naar Minas Morgul en werd nooit meer teruggezien.
Eärnur liet geen erfgenaam achter. en gedurende bijna 1000 jaar zou Gondor bestuurd worden door stadhouders, totdat Aragorn II in het jaar 3019 de troon opeiste.